# Question carélienne

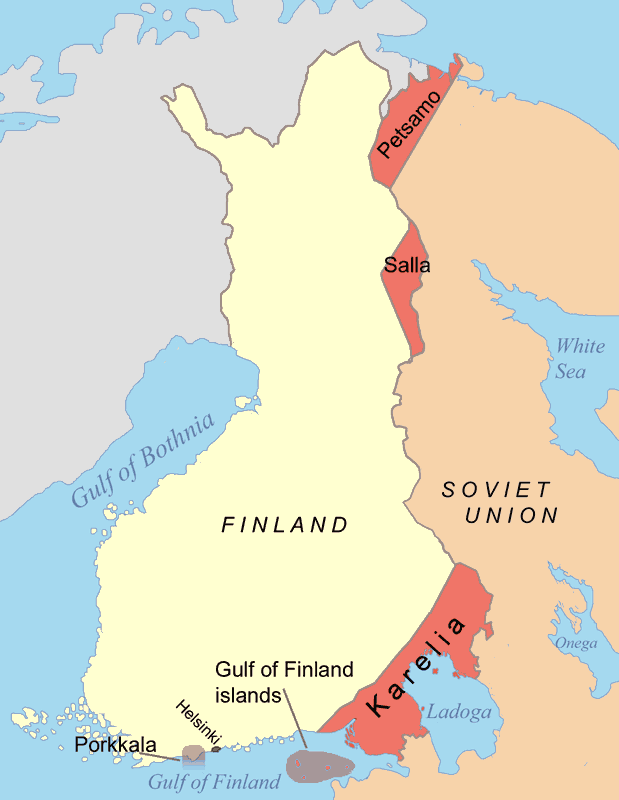
Carte montrant les zones cédées par la Finlande à l'Union soviétique ; Porkkala a été rendue à la Finlande en 1956.

La question carélienne ou problème carélien (finnois : Karjala-kysymys, suédois : Karelska frågan) est un différend dans la politique finlandaise sur l'opportunité d'essayer de reprendre le contrôle de la Carélie finlandaise orientale et d'autres territoires cédés à l'Union soviétique pendant la guerre d'Hiver et la guerre de Continuation. Malgré le nom de « question carélienne », le terme peut également désigner le retour de Petsamo, des parties cédées de Salla et de Kuusamo et de quatre îles du golfe de Finlande. Parfois, l'expression « débat sur le retour des territoires cédés » (finnois : luovutettujen alueiden palautuskeskustelu, suédois : debatten om tillbakalämningen av de avträdda territorierna) est utilisée. La question carélienne reste un sujet de débat public plutôt qu'un problème politique.

## Histoire

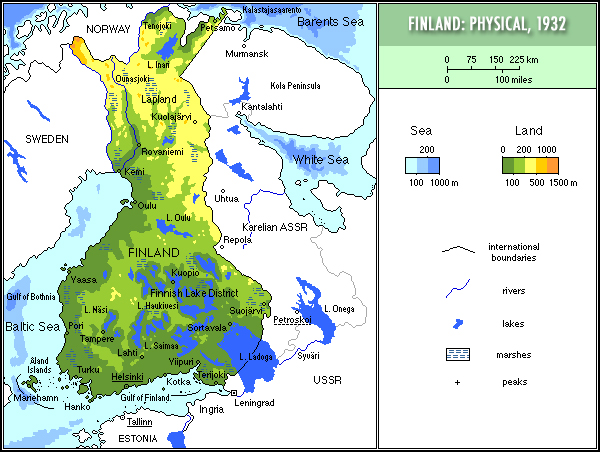
Carte physique de la Finlande en 1932.

La question carélienne s'est posée lorsque la Finlande a été forcée de céder des territoires à l'Union soviétique après la guerre d'Hiver dans le cadre du traité de paix de Moscou en 1940. La plupart des citoyens finlandais ont été évacués des zones cédées. La plupart d'entre eux sont revenus pendant la guerre de Continuation et ont finalement été évacués à nouveau en 1944 à la suite de l'armistice de Moscou. L'Union soviétique a insisté pour que les zones cédées soient complètement évacuées en 10 jours. Les évacués ont été en partie indemnisés pour leurs pertes; les agriculteurs, par exemple, recevaient des terres proportionnellement à leurs possessions antérieures. Habituellement, la compensation était d'environ un tiers de la ferme d'origine. L'indemnisation pour les biens mobiliers était bien moindre. Cependant, toutes les familles évacuées avaient le droit de recevoir une petite ferme et/ou un terrain pour une maison individuelle ou un appartement. Les terres utilisées pour ces subventions ont été confisquées par l'État aux municipalités et aux propriétaires privés. La compensation financière était financée par une taxe foncière générale de 10 à 30 %, prélevée sur plusieurs années,. Parce que la grande majorité des évacués qui ont dû s'installer dans le reste de la Finlande provenaient de la Carélie cédée, la question a été intitulée La question carélienne. Après la guerre d'hiver, les municipalités et les paroisses caréliennes ont créé Karjalan Liitto (en) (l'association carélienne) pour défendre les droits des Caréliens en Finlande.

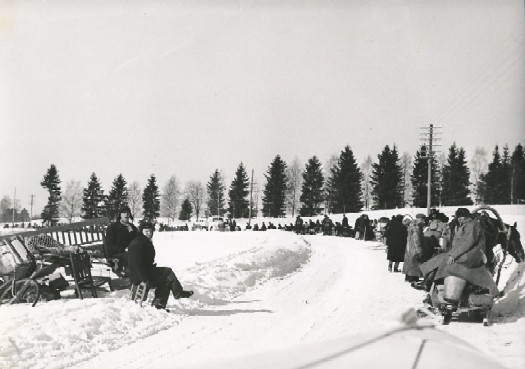
Évacués de Muolaa se déplaçant vers l'ouest de la Finlande pendant l'hiver 1940.

Pendant la guerre froide, l'homme politique finlandais d'origine carélienne Johannes Virolainen a fait pression pour le retour de la Carélie. Le président Urho Kekkonen a également tenté de récupérer le territoire, en particulier lorsque l'Union soviétique a rendu la péninsule de Porkkala à la Finlande en 1956. Il n'y a cependant pas eu de controverse publique importante sur l'affaire, car Kekkonen voulait la garder silencieuse. La dernière fois que Kekkonen a essayé de le soulever, c'était en 1972, mais il n'a pas réussi et le débat public s'est éteint dans les années 1970.
Après l'éclatement de l'Union soviétique, la question carélienne a quelque peu refait surface en Finlande. Selon un article du journal finlandais Helsingin Sanomat en août 2007, le président russe Boris Eltsine a officieusement proposé de vendre la Carélie cédée à la Finlande en 1991, mais a été décliné. Cependant, selon de nombreux dirigeants politiques finlandais et le vice-Premier ministre russe de l'époque, il n'y avait pas de telles offres, seulement une enquête non officielle sur l'idée,,,. Andrei Fyodorov, un conseiller de Boris Eltsine, a déclaré au Helsingin Sanomat qu'il faisait partie d'un groupe chargé par le gouvernement russe en 1991-1992 de calculer le prix du retour de la Carélie en Finlande. Ce prix a été fixé à 15 milliards de dollars américains. Selon Fyodorov, le président finlandais Mauno Koivisto et le ministre finlandais des Affaires étrangères Paavo Väyrynen étaient au courant de ces discussions non officielles.

## XXI

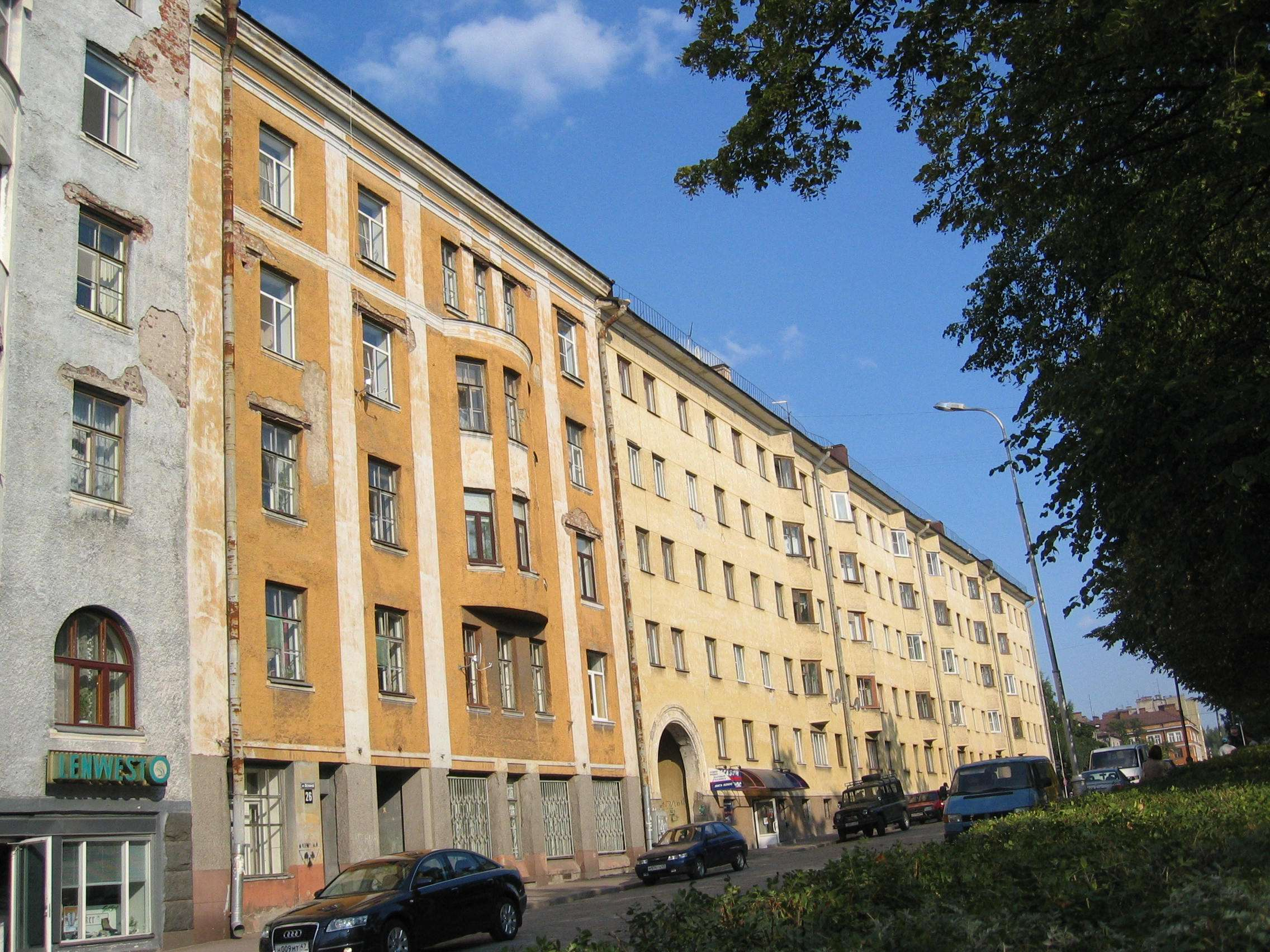
De nombreux bâtiments de l'époque finlandaise subsistent à Vyborg.

## XXIesiècle
Karjalan Liitto (en) est un groupe d'intérêt d'évacués caréliens qui espère que la Carélie redeviendra une partie de la Finlande à un moment donné, mais ne l'exige pas ouvertement. Certains petits groupes, comme ProKarelia, continuent de faire campagne pour le retour pacifique de la Carélie. Cependant, aucun parti politique sérieux n'a ouvertement soutenu cet objectif, et les politiciens finlandais disent généralement que cela n'est pas nécessaire, citant le traité de paix de la Finlande avec la Russie. Certains politiciens individuels soutiennent le retour de la Carélie, comme le député européen Ari Vatanen, et deux candidats à l'élection présidentielle de 2006 : Timo Soini et Arto Lahti (en). D'autres candidats ont déclaré que la Finlande avait signé un traité de paix et ne devrait pas faire campagne pour le retour de ce qui sont maintenant des territoires développés par la Russie. Lors d'un débat avant l'élection présidentielle de 2012, Timo Soini a réitéré son point de vue selon lequel, s'il était élu, il ferait avancer la question.

### Positions officielles
La Russie et la Finlande ont déclaré à plusieurs reprises qu'aucun conflit territorial ouvert n'existait entre les deux pays. La position officielle de la Finlande est que les frontières peuvent être modifiées par des négociations pacifiques, bien qu'il ne soit actuellement pas nécessaire de tenir des pourparlers ouverts, car la Russie n'a montré aucune intention de restituer les zones cédées ou de discuter de la question. En 1994, Boris Eltsine a commenté que la « prise de la Carélie finlandaise » était un exemple de la politique totalitaire et agressive de Staline. Plus tard en 1997, il a déclaré que l'affaire était close. En 2000, le président Poutine a déclaré que de telles discussions pourraient mettre en danger les relations finno-russes, et en 2001, il a déclaré que « changer les frontières n'est pas la meilleure façon de résoudre les problèmes », mais que les solutions possibles seraient « l'intégration et la coopération »,.
En 1998, le président finlandais Martti Ahtisaari a déclaré que « la position officielle de la Finlande est qu'elle n'a pas de revendications territoriales sur la Russie. Cependant, si la Russie veut discuter de la restitution des zones cédées, la Finlande est prête pour cela ». Plusieurs autres politiciens occupant des fonctions gouvernementales, comme l'ancien ministre des Affaires étrangères Erkki Tuomioja et le Premier ministre Matti Vanhanen, ont fait des déclarations dans le même sens.
En commentant les résultats du sondage le 18 janvier 2005, le ministre russe des Affaires étrangères Sergueï Lavrov a déclaré que si la Russie devait être invitée à restituer les zones cédées, « la réponse serait absolument négative ».

### Sondages et opinion populaire
Les derniers sondages[Quand ?] montrent qu'environ 26% à 38% des Finlandais aimeraient voir la Carélie revenir sous contrôle finlandais et quelque 51% à 62% s'opposeraient à une telle décision. En Russie, les gens associent le mot « Carélie » à la république de Carélie au lieu de la Carélie finlandaise, ce qui rend la conduite des sondages plus difficile. Dans un sondage réalisé en 1999 par MTV3, 34% des habitants de Vyborg étaient favorables au retour de la Carélie en Finlande et 57% s'y étaient opposés. Vyborg et le reste de la Carélie cédée en dehors de la République de Carélie contiennent aujourd'hui très peu de Finlandais de souche et sont presque exclusivement habités par des personnes qui s'y sont installées à l'époque soviétique et leurs descendants.
Dans un sondage réalisé par le journal Karjala et l'institut de recherche MC-Info Oy le 13 octobre 2005, 36 % des Finlandais sont favorables à la restitution des territoires cédés, contre 51 % qui s'y opposent. En août 2005, un sondage réalisé par Helsingin Sanomat et Suomen Gallup (en), a déterminé que 30 % des Finlandais soutenaient et 62 % s'opposaient au retour. Dans un sondage réalisé par Taloustutkimus et Karjalan Liitto en mai 2005, le soutien était de 26% tandis que 58% étaient opposés. Un an plus tôt, un sondage réalisé par STT montrait 38 % de soutien et 57 % d'opposition. Un sondage réalisé par Taloustutkimus a été critiqué par ProKarelia pour avoir posé des questions suggestives, telles que « Soutenez-vous le retour de la Carélie, même si cela signifierait des relations plus tendues ou même une guerre avec la Russie ? » 5 % des partisans et de ceux qui ont refusé de répondre ont soutenu le retour même dans ces circonstances (2,1 % de toutes les réponses).
De nombreuses personnes nées en Carélie et évacuées souhaitent que la Carélie fasse partie de la Finlande. Selon les sondages, les personnes âgées (65 ans et plus) et les jeunes (15-25 ans) soutiennent l'idée plus fortement que la génération de leurs parents (25-65 ans) qui a grandi pendant la guerre froide. L'ancien président Mauno Koivisto était opposé à une discussion sur la question. Le soutien à la reconquête des zones cédées est également fort parmi les petits groupes nationalistes de droite.

## Problèmes et arguments

### Coûts

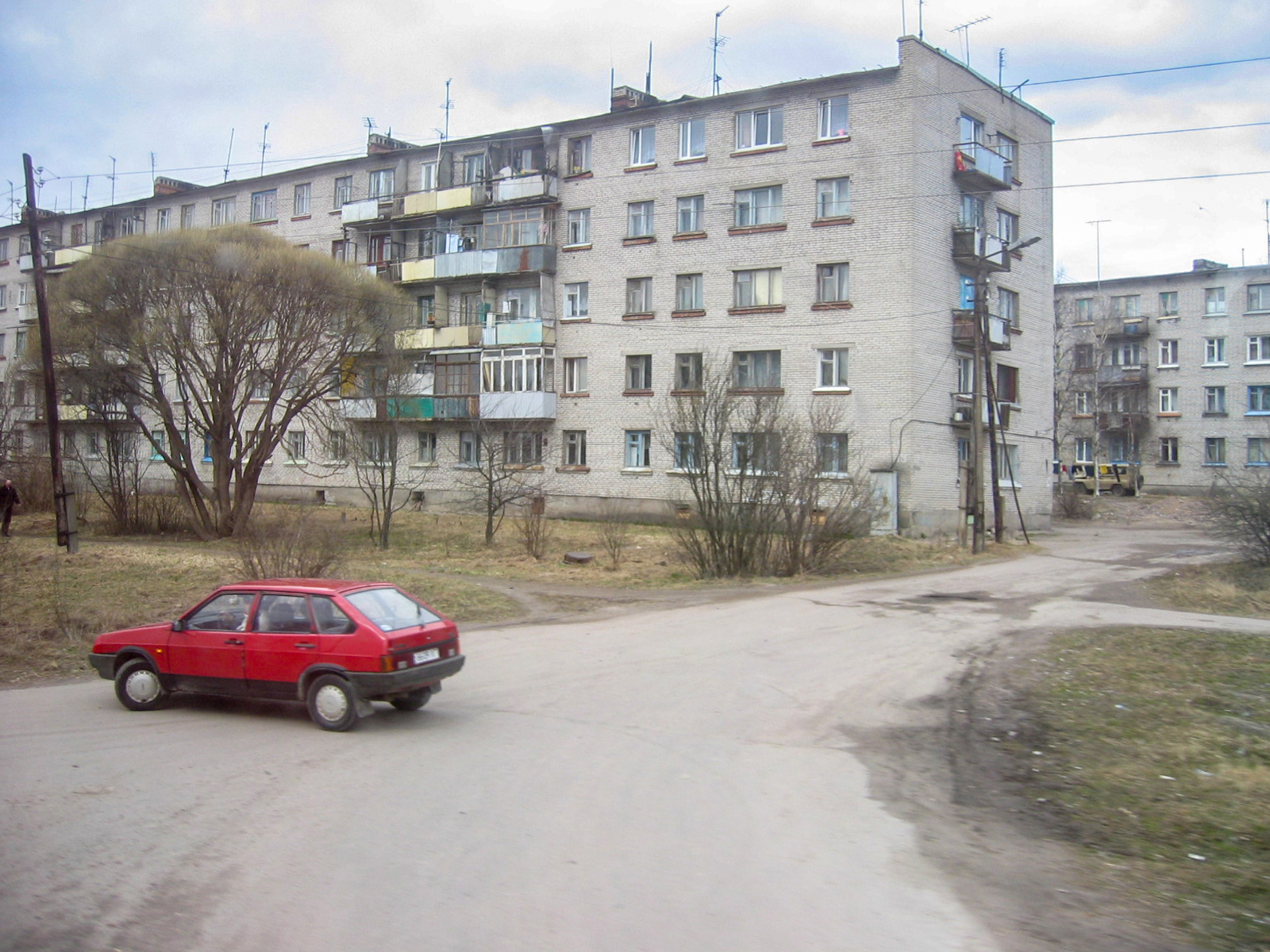
Immeubles construits à l'époque soviétique à Svetogorsk (Enso)

L'une des principales raisons de s'opposer au retour est la crainte des coûts qu'il entraînerait. Selon un autre sondage réalisé par Helsingin Sanomat, 42% des Finlandais s'opposent à la liste de retour comme raison unique la plus importante. Le niveau de vie du côté russe de la frontière est bien inférieur à celui du côté finlandais.[citation nécessaire] Le PIB (PPA) par habitant en Finlande est environ le double de celui de la Russie.
Les coûts pour amener la Carélie au même niveau que le reste de la Finlande n'ont été étudiés que par les partisans de l'idée. Selon une enquête menée par ProKarelia, la région possède des avantages naturels qui, sous l'administration finlandaise, en feraient un centre de commerce avec la Russie et l'industrie et apporteraient ainsi une croissance économique suffisamment rapide pour résoudre l'ensemble du problème. Selon les recherches de ProKarelian et l'estimation d'Arto Lahti, le prix du retour serait d'environ 30 milliards d'euros,,.

### Population

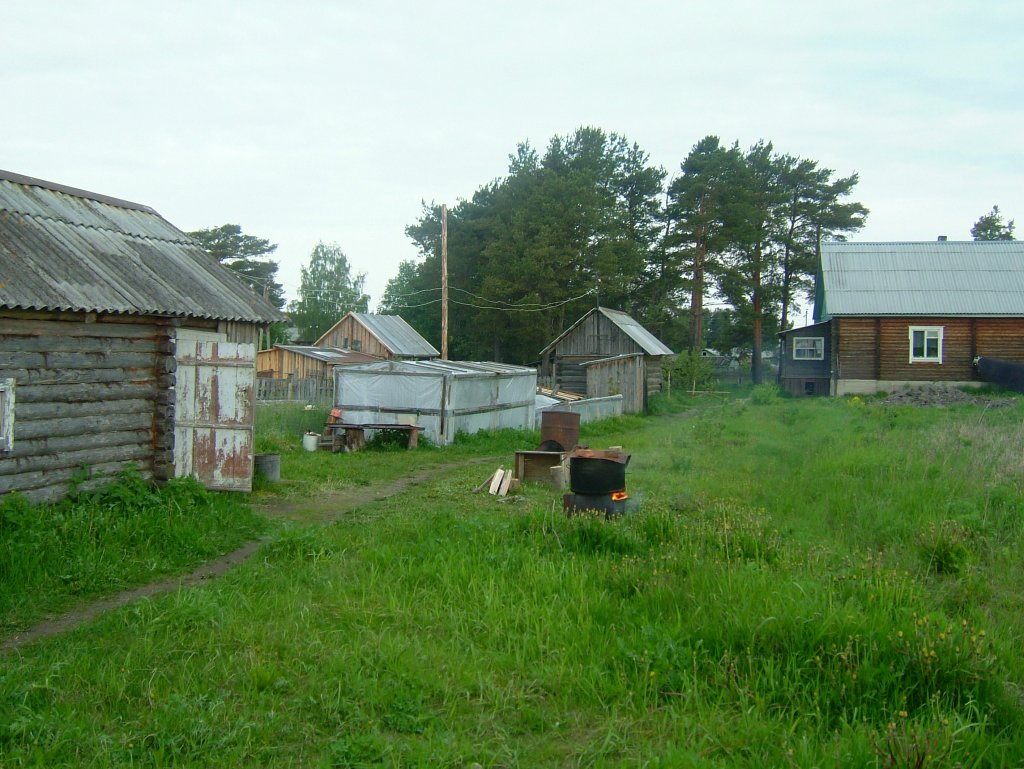
Maisons de campagne. Une photo de Sortavala.

La région est habitée principalement par des personnes venues d'Ukraine, de Biélorussie et de Russie, et leurs descendants. Le sort de ces personnes est un enjeu majeur dans les discussions sur le retour de la Carélie à la Finlande. Selon le sondage d'Helsingin Sanomat, 14% des opposants au retour considèrent comme son plus grand défaut les tensions qui seraient provoquées par la formation d'une minorité russophone en Finlande. En 2004, il y avait environ 370 000 Russes vivant dans la région.
Si les habitants étaient autorisés à rester chez eux, la Finlande accueillerait quelques centaines de milliers de nouveaux russophones sans expérience de vie dans la société finlandaise. Si des services leur étaient proposés dans leur propre langue, la Finlande aurait besoin de beaucoup plus de fonctionnaires capables de parler russe. Dans la vision de ProKarelia, on estime que près de la moitié de la population russe de Carélie choisirait de déménager en Russie, et encore plus partirait si la Finlande payait ses dépenses pour le faire. Cependant, la plupart de la population russophone de Carélie y est née et a passé toute sa vie dans la région.